# کیمبرلا
کیمبِرِلا یک سرده منقرض شده از دوسوئیان است که فقط در سنگهای دوره ادیاکاران مشاهده شده‌است. ارگانیسمی شبه حلزونی که با خراشیدن سطوح از باکتریهایی که بر روی آنها ساکن هستند تغذیه می‌کند. چیزی شبیه به شکم‌پایان، اگرچه وابستگی آن به این گروه محل مناقشه است.
اولین نمونه‌های کیمبرلا برای نخستین بار در ادیاکارا هیلز در استرالیا یافت شد، همچنین تعداد زیادی از فسیلهای کیمبرلا در نزدیکی دریای سفید در روسیه یافت شده است. این نمونه‌ها یک محدوده زمانی گسترده از ۵۵۵ تا ۵۵۸ میلیون سال پیش را در بر می‌گیرند. مانند بسیاری از فسیل‌های این زمان، روابط تکاملی آن با ارگانیسم‌های دیگر به شدت مورد بحث است. دیرینه شناسان در ابتدا کیمبرلا را به عنوان نوعی عروس دریایی طبقه‌بندی می‌کردند، اما از سال ۱۹۹۷ ویژگی‌های آناتومی آن و همچنین شواهدی از وجود سوهانک در بقایای فسیل شده، باعث شد بتوان کیمبرلا را نوعی نرم‌تن شناخت. اگرچه برخی از دیرینه شناسان در مورد طبقه‌بندی آن در خانواده نرم‌تنان اختلاف نظر دارند، اما به‌طور کلی پذیرفته است که حداقل از خانواده دوسوئیان است.

طبقه‌بندی کیمبرلا به دلیل درک علمی از انفجار کامبرین دارای اهمیت زیادی است. به این شکل که اگر یک نرم‌تن یا حداقل یک دهان‌نخستی بود، باید دهان‌نخستیان و دهان‌دوّمیان قبل از ۵۵۵ میلیون سال پیش از هم جدا شده باشند. حتی اگر جزو دوسوئیان باشد و نرم‌تن نباشد، نشانگر این است که جانوران قبل از شروع کامبرین شروع به تنوع‌یافتن کرده بودند.

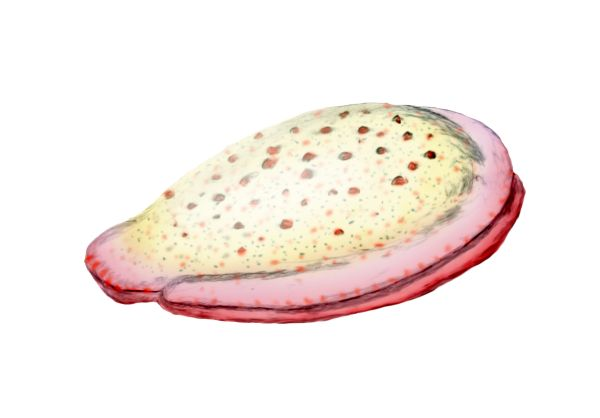
تصویر بازسازی شده از کیمبرلا

## واژه‌شناسی
این جنس به افتخار جان کیمبر، معلمی که در حین سفر برای جمع‌آوری نمونه‌های زیستی در استرالیای مرکزی در سال ۱۹۶۴ جان خود را از دست داد، نامگذاری شده‌است. در ابتدا با نام کیمبریا شناخته می‌شد. ولی چون ممکن بود با نام زیرسرده‌ای از برجکی‌ها اشتباه شود در سال ۱۹۷۲ نام کیمبرلا توسط مری وید برای آن پیشنهاد شد.